# Özgür Eker
Özgür „woxic“ Eker (* 2. September 1998) ist ein türkischer E-Sportler in der Disziplin Counter-Strike: Global Offensive. Er spielt derzeit für das Team Eternal Fire.

## Karriere
Eker startete seine Karriere im Januar 2016 beim Team Deathtrap. Nachdem er das Team im Mai verlassen hatte, wechselte er im Juni zu DarkPassage. Mit DarkPassage erzielte er in den World Electronic Sports Games 2016 den 5.–8. Platz, welches sein erstes internationales großen Turnier war. Im Juni 2017 wechselte er zum Clan Gux & Friends, welchen er bereits im August zum Team HellRaisers verließ. Mit seinem neuen Team erzielte er den 3.–4. Platz beim V4 Future Sports Festival – Budapest 2018, den vierten Platz bei der SuperNova Malta 2018 und einen zweiten Platz bei der DreamHack Open Tours 2018. Im September 2018 spielte er erstmals ein Major, das FACEIT Major: London 2018, welches er nach einer Niederlage gegen Team Liquid auf dem 5.–8. Platz beendete. 2019 begann für ihn mit einem 12.–14. Rang beim Intel Extreme Masters XIII – Katowice Major 2019.
Im März 2019 wechselte Eker zu der deutschen Organisation Mousesports. 2019 konnte er mit Mouz die DreamHack Open Tours 2019, die CS:GO Asia Championships 2019 und die ESL Pro League Season 10 gewinnen. Zudem erreichte er das Halbfinale bei der ESL Pro League Season 9, dem  V4 Future Sports Festival – Budapest 2019 und das Finale beim EPICENTER 2019. Das StarLadder Berlin Major 2019 beendete er auf dem 9.–11. Platz. Für seine Einzelleistungen wurde er erstmals als 12. in die Liste der zwanzig besten Spieler des Jahres von HLTV gewählt. Überdies erhielt er die MVP-Auszeichnung für seine Leistung bei der CS:GO Asia Championships 2019.
2020 konnte er die ICE Challenge 2020 gewinnen und einen zweiten Platz bei der ESL Pro League Season 11 erzielen. Im August verließ er nach knapp anderthalb Jahren Mousesports. Ab November spielte er für Cloud 9. Nach nur vier Turnieren verließ er das Team bereits im Januar 2021. Im August wechselte er zum türkischen Team Eternal Fire, welches er unter anderem mit İsmailcan Dörtkardeş gründete.
Mit einem gewonnenen Preisgeld von 315.004,48 $ ist er nach Preisgeld der zweiterfolgreichste E-Sportler der Türkei.